# Karimeh Abbud

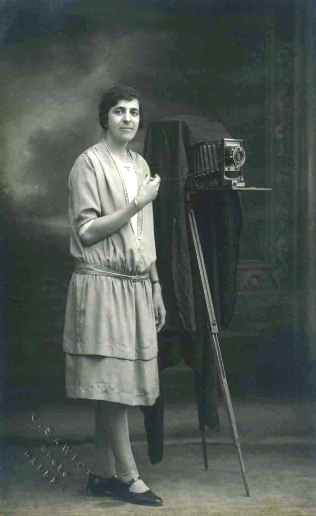
Karimeh Abbud

Karimeh ʿAbbud (arabisch كريمة عبّود, DMG Karīma ʿAbbūd; * 13. November 1893 in Bethlehem; † 27. April 1940 ebendort) war eine palästinensische Fotografin. Sie war eine der ersten professionellen Fotografinnen der Arabischen Welt.

## Leben
Karimeh ʿAbbud erblickte in Bethlehem, Mutesarriflik Jerusalem, Osmanisches Reich, am 13. November 1893 das Licht der Welt als zweites von sechs Kindern von Saʿid ʿAbbud und Burbara ʿAbbud, geb. Sadr. Der aus dem libanesischen Chiyam stammende zunächst maronitische Vater und die Mutter hatten sich an der englischen Mädchenschule Bethlehems kennengelernt, wo Saʿid ʿAbbud seit 1890 als Lehrer arbeitete. Karimeh wurde am 1. April 1894 in der evangelisch-lutherischen Weihnachtskirche in Bethlehem getauft. Zur Jahrhundertwende übernahm Saʿid ʿAbbud die Funktion des Seelsorgers der Kirchengemeinde, ab 1909 als ordinierter Pastor, die er in der Folge für über 50 Jahre leitete.
Der Kirchengemeinde gehörten bereits mehrere Fotografen an, so dass Karimeh ʿAbbud das damals in Palästina noch wenig verbreitete Medium früh kennenlernte, bevor sie zum 17. Geburtstag ihre erste eigene Kamera geschenkt bekam. Sie absolvierte, wie zwei ihrer Cousinen, die Schmidt-Schule an ihrem ursprünglichen Standort im Jerusalemer Stadtteil Mamilla. Um 1915 begann sie zu fotografieren. Karimeh Abbud studierte zunächst Arabische Literatur an der Amerikanischen Universität von Beirut im Libanon. Während dieser Zeit unternahm sie Ausflüge zum Beispiel nach Baalbek, um die archäologischen Stätten zu fotografieren.
Nach dem Ersten Weltkrieg etablierte sich ʿAbbud als professionelle Fotografin und wurde im Laufe der 1920er und 1930er Jahre überaus erfolgreich. Außer ihrem Hauptstudio in Nazareth mit angeschlossenem Entwicklungslabor besaß sie ein weiteres Fotostudio in Haifa. Zusätzlich fotografierte sie auch in Jerusalem und in ihrem Elternhaus in Bethlehem. Als eine der ersten Palästinenserinnen besaß sie einen Führerschein und ein eigenes Auto, mit dem sie sich im Mandatsgebiet Palästina und in den angrenzenden Ländern frei bewegte.
Sie erstellte Studioporträts, insbesondere von Frauen und Kindern der gebildeten Mittelschicht, fotografierte aber auch bei Hochzeiten und anderen Feierlichkeiten. Daneben machte sie immer wieder auch Stadtaufnahmen, Landschaften sowie Ansichten religiöser und historischer Sehenswürdigkeiten der Region, die als Postkarten verkauft wurden. Ihre Arbeiten signierte sie auf Englisch und Arabisch mit einem Stempel mit diesen Worten: „Karimeh Abbud – Lady Photographer – كريمة عبود: مصورة شمس“.
1930 heiratete sie in Bethlehem den wie sie 36-jährigen Kaufmann Joseph Faris Taye aus Mardsch Uyun. Die Trauzeremonie vollzog ihr Vater. 1931 brachte sie ihren Sohn Samir zur Welt. Die Tatsache, dass sie sich in einer Zeitungsanzeige 1932 als „nationale“ Fotografin bewarb, deutet darauf hin, dass sie sich mit der während der britischen Mandatszeit erstarkenden palästinensischen Unabhängigkeitsbewegung identifizierte, die den Zionismus früh als Bedrohung sah und in der sich unter anderen auch ihr Vater stark engagierte. Ab Mitte der 1930er-Jahre stellte sie handkolorierte Atelierfotografien her. 1940 verstarb sie nach schwerer Krankheit und wurde im Familiengrab der ʿAbbuds auf dem Friedhof der evangelisch-lutherischen Gemeinde Bethlehems beigesetzt.

## Wiederentdeckung und Erforschung
Den besonderen historischen und künstlerischen Wert ihres weitgehend unbekannten Werks machte ab 2007 zunächst der palästinensisch-israelische Sammler Ahmad Mrowat aus Nazareth mit einem Artikel im Jerusalem Quarterly des Beiruter Institute for Palestine Studies einem größeren Publikum bekannt. Er hatte während seines Geschichtsstudiums in Haifa und Istanbul angefangen, zu Dokumentationszwecken Fotos von Karimeh ʿAbbud zusammenzutragen. 2006 hatte außerdem der jüdisch-israelische Sammler Bouky Boʿaz eine größere Zahl Fotos von ʿAbbud umfassenden Posten entdeckt, die später Gegenstand eines Rechtsstreits mit Mrowat wurden. 
Der evangelisch-lutherische Pastor Mitri Raheb beteiligte sich in der Folge von Bethlehem aus an der von Mrowat begonnenen Erforschung der Lebensgeschichte Karimeh ʿAbbuds, die 2011 mit der Veröffentlichung der ersten Biographie in Buchform abgeschlossen wurde, an der sich neben Raheb und Mrowat auch der auf Fotografiegeschichte spezialisierte Historiker Issam Nassar beteiligte. Anhand von Kirchenunterlagen und der Befragung von Verwandten konnte Raheb wichtige biographische Details zu ʿAbbuds Leben gegenüber Mrowats erstem Artikel von 2007 korrigieren und ergänzen – darunter Geburts- und Todestag sowie -ort, Eheschließung und Mutterschaft. Zahlreiche sich auf den fehlerhaften ersten Artikel beziehende Texte sind jedoch nach wie vor im Umlauf. 
Im Besitz von Verwandten ʿAbbuds, die sich für die Recherche zur Verfügung stellten, sind umfangreiche Familienalben vorhanden, die viele ihrer privat erstellten Fotos enthalten. Ein großer Teil von Abbuds Gesamtwerk gilt jedoch als verloren. Eine systematische Dokumentation oder kunsthistorische Analyse sowohl der in israelischem als auch palästinensischen Besitz befindlichen Teile des Nachlasses steht noch aus.

## Würdigungen
Der 9. Internationale Fotografiewettbewerb der Vereinigten Arabischen Emirate (Emirates Photo Competition) war 2015 Karimeh ʿAbbud gewidmet und wählte dazu „Familienalbum“ als Hauptthema. Anlässlich ihres 123. Geburtstags widmete ihr das US-amerikanische Internet-Unternehmen Google 2016 ein Google Doodle. Seit 2016 richtet das Dar Al-Kalima University College of Arts and Culture in Bethlehem einen jährlichen, nach ihr benannten Nachwuchswettbewerb für Fotografie aus.

## Ausstellungen
Von Mai 2017 bis Januar 2018 wurden Fotografien ʿAbbuds in einer Einzelausstellung in der jordanischen Hauptstadt Amman präsentiert. Im Juni 2018 folgt eine Ausstellung in der belgischen Hauptstadt Brüssel, als Teil des Festivals „Palestine with love“.
Von Juli 2022 bis Mai 2023 zeigte das Museum Islamischer und Nahöstlicher Kulturen in Beʾer Scheva in seiner Ausstellung מַסָּעוֹת הַמִּזְרָח Massaʿōt ha-Mizrach, deutsch ‚Touren des Ostens‘ Werke Karimeh ʿAbbuds aus der Sammlung Bouky Boʿaz, worin sie auf Milieus fokussierte, in die sie einblickte oder eingeladen wurde, Landschaften und Baulichkeiten ins Licht rückte, die Reisende ansprachen.

## Dokumentarfilm
- Mahasen Nasser-Eldin: Restored Pictures. Dokumentarfilm (22 Minuten), Palästinensische Gebiete 2012, auf Vimeo (arabisch mit englischen Untertiteln)
- Issam Ballan: Karimeh Abbud: The first Palestinian female photographer. Dokumentarfilm (11 Minuten), Palästinensische Gebiete 2016, auf YouTube (arabisch)